# Neffa
Neffa, de son vrai nom Giovanni Pellino, né le 7 octobre 1967 à Scafati, dans la province de Salerne, est un disc jockey, producteur et rappeur italien. Ancien batteur dans des groupes hardcore des années 1990, il est considéré comme l'un des « précurseurs du hip-hop en Italie et l'un des principaux participants au rap italien.

## Biographie

### Débuts
Né à Scafati, dans la province de Salerne, Giovanni emménage à Bologne avec sa famille à l'âge de huit ans. Il y grandit, vit, et apprend l'existence du hip-hop underground. Il commence sa carrière de musicien comme batteur dans les années 1990 dans divers groupes de punk hardcore comme Impact et Negazione, avec qui il fera une tournée historique américaine sous le nom de Jeff Pellino. En 1991, lui et son groupe participent aux Monsters of Rock avec Metallica et AC/DC. Son nom de scène s'inspire d'un joueur paraguayen des années 1990, Gustavo Neffa.
En 1993, il joue à la tournée Piombo a Tempo, avec Leleprox et Fumo du Lion Horse Posse, et Nandu Popu (Isola Posse All Stars, Sud Sound System) ; cette à cette période qu'il commence à expérimenter le freestyle. Il rejoint Isola Posse All Stars, qui devient l'un des pionniers du phénomène Posse et du début du rap italien, puis fusionne avec Sangue Misto.
La percée survient en 1994 avec sa participation à l'album SXM de Sangue Misto, publié par le label indépendant Century Vox, qui comprend plusieurs productions underground des années 1990. Malgré la notoriété de la scène et son potentiel, le groupe ne produit rien de plus.
En 1996 sort le single Aspettando il sole, qui apparait dans l'album Neffa e i messaggeri della dopa, produit l'année précédente. En 1997, il participe à la bande-son du film Torino Boys, avec les chansons Navigherò la notte et Nella luce delle sei, ce dernier avec Deda. En 1998, il sort l'album 107 elementi en collaboration avec Deda et Al Castellana, à partir duquel sont extraits les singles Non tradire mai, Vento freddo et Navigherò la notte. La même année, et jusqu'en 1999, Neffa anime l'émission Sonic sur MTV ; tojuours en 1999, il publie l'EP auto-produit Chicopisco, distribué par Black Out. Cet EP devait être publié avant le prochain album studio de Neffa, à l'automne de cette année, qui ne verra jamais la lumière. Il prend aussi part au remix du hit T'innamorerò en duo avec Marina Rei, et à la production de l'album Merda e melma de Merda e melma, groupe formé par Kaos One, Deda et Sean.

### Années 2000
En 2001, un tournant artistique s'effectue chez Neffa, qui abandonne le hip-hop pour passer aux musiques pop et soul. Cette année est marquée par la sortie du single La mia signorina. La chanson est diffusée en continu sur toutes les stations de radio en été. En février 2002, il produit l'album Turbe giovanili, le premier en solo de Fabri Fibra. En été 2003, Neffa publie le single à succès Prima di andare via. En septembre, la chanson est de loin la plus diffusée du Festivalbar. Il publie la ballade Quando finisce così issue de l'album I molteplici mondi di Giovanni, il cantante Neffa, caractérisées par des sonorités blues, funky, lounge et soul. En 2004, il joue au Festival de Sanremo.
En mai 2006, il publie Il mondo nuovo, un single, avant la sortie de l'album Alla fine della notte. En 2007, il compile et publie ses premiers grands succès dans un album intitulé Aspettando il sole, célébrant de rappeur. En 2008, il collabore avec Sud Sound System pour Chiedersi come mai. En 2009, le nouveau single  Lontano dal tuo sole, est publié avant son sixième album Sognando contromano. L'album est un succès commercial, grâce au deuxième single Nessuno.

### Années 2010
Au début de 2013, Neffa revient avec un nouveau single intitulé Molto calmo, le 11 janvier. Entretemps , il collabore avec Fabri Fibra sur la chanson Panico (de l'album Guerra e pace, publié le 5 février 2013), et revient aussi en tant qu'auteur du texte de Cuore nero de Chiara (album Un posto nel mondo). Au cours de la même année, il est certifié disque d'or par la FIMI.
Le 24 mai 2013, il sort un deuxième single, Quando sorridi, qu isera aussi certifié disque d'or avant de révéler le titre du huitième album de Neffa, Molto calmo, et sa date de sortie pour le 18 janvier 2013. L'album fait participer Terron Fabio de Sud Sound System sur Luce oro, et Ghemon sur Dove sei. Le 16 août 2013, il sort le troisième single, Dove sei, certifié disque d'or pour 15 000 exemplaires vendus.
Le 27 janvier 2015, le cinquième album de J-Ax, Il bello d'esser brutti, est publié, et fait participer Neffa sur la chanson Caramelle, publiée en single sous le titre Sigarette.

### Années 2020
Le 12 avril 2024, Neffa publie le single de rap Fogliemorte, en collaboration avec Fabri Fibra, avec qui il n'avait pas sorti de single depuis 11 ans,.

## Discographie

### Albums studio
- 1996 : Neffa e i messaggeri della dopa
- 1998 : 107 elementi (avec Deda et Al Castellana)
- 2001 : Arrivi e partenze
- 2003 : I molteplici mondi di Giovanni, il cantante Neffa
- 2006 : Alla fine della notte
- 2009 : Sognando contromano
- 2013 : Molto calmo
- 2015 : Resistenza

### Collaboration
- 1990 : 100% (avec Negazione)
- 1992 : Passaparola (avec Isola Posse All Stars)
- 1994 : SxM (avec Sangue Misto)
- 2010 : C'eravamo tanto odiati (avec Due di Picche)